# Trylledej
Trylledej er lavet af mel, husholdningssalt og vand. Den bliver bagt adskillige timer i ovnen og bliver hårdt og kan derefter dekoreres og lakeres. Den bliver brugt i mange lande, specielt til dekorative formål. I Grækenland laves f.eks. kranse af trylledej til bryllupper. Derudover er det kun fantastien, som sætter grænser.
Eksempel på en opskrift på trylledej: 3 dl dyrt mel med højt indhold af gluten, 5 dl billigt mel med et lavt indhold af gluten, 3 dele fint husholdningssalt, 1 dl kartoffelmel og 3,5 dl varmt vand med en spiseskefuld olie i. Dejen skal være blød, men uden at klistre. Trylledejen bages i ovnen ved 50 grader, da dejen ellers slår revner. Bagetiden er afhængig af størrelse og tykkelse på dejen.
Varmluft- og mikroovn kan ikke anvendes.
Der findes mange andre opskrifter på trylledej. Kartoffelmel er ikke at foretrække.
Indtag af trylledag kan forårsage saltforgiftning for kæledyr.